# 峨眉金腰
峨眉金腰（学名：Chrysosplenium hydrocotylifolium var. emeiense）为虎耳草科金腰属下的一个变种。